# Kelleria laxa
Kelleria laxa är en tibastväxtart som först beskrevs av Thomas Frederic Cheeseman och som fick sitt nu gällande namn av Michael J. Heads.
Kelleria laxa ingår i släktet Kelleria och familjen tibastväxter. Inga underarter finns listade i Catalogue of Life.